# Frederik Nielsen (grønlandsk politiker)
 For alternative betydninger, se Frederik Nielsen. (Se også artikler, som begynder med Frederik Nielsen)
Niels Frederik Jens Peter Nielsen (født 7. juni 1880 i Saarloq; død ?) var en grønlandsk handelsbestyrer og medlem af Landsrådet.
Frederik Nielsen var søn af den danske Udstedsbestyrer Niels Ole Nielsen og ægtefælle Cecilie Kathrine Frederikke Lund. Han giftede sig den 18. september 1904 i Qaqortoq med grønlandske Mathilde Sara Elisabeth, datter af Edvard Frederik Kristian Anders og Kirsten Karen Kathrine Bibia. Fra ægteskabet kom bl.a. sønnen Jakob Nielsen (1910-1985).
Frederik Nielsen blev ligesom sin far udstedsbestyrer. Som sådan han arbejdede i Alluitsup Paa, hvor han blev valgt til det sydgrønlandske Landsråd fra 1927 til 1932.